# فیل جوونس
فیل جوونس (انگلیسی: Phil Jevons؛ زادهٔ ۱ اوت ۱۹۷۹) بازیکن فوتبال اهل بریتانیا است.
از باشگاه‌هایی که در آن بازی کرده‌است می‌توان به باشگاه فوتبال بری، باشگاه فوتبال یئوویل تاون، باشگاه فوتبال هال سیتی، باشگاه فوتبال هادرزفیلد تاون، باشگاه فوتبال گریمزبی تاون، باشگاه فوتبال مورکم، باشگاه فوتبال هاید، باشگاه فوتبال اورتون، باشگاه فوتبال استوک‌پورت کانتی، و باشگاه فوتبال بریستول سیتی اشاره کرد.